# Dryopteris adnata
Dryopteris adnata är en träjonväxtart som först beskrevs av Bl., och fick sitt nu gällande namn av Cornelis Rugier Willem Karel van Alderwerelt van Rosenburgh. Dryopteris adnata ingår i släktet Dryopteris och familjen Dryopteridaceae. Inga underarter finns listade.